# Роббінс (Теннессі)
Роббінс (англ. Robbins) — переписна місцевість (CDP) в США, в окрузі Скотт штату Теннессі. Населення — 254 особи (2020).

## Географія
Роббінс розташований за координатами 36°21′13″ пн. ш. 84°35′2″ зх. д. / 36.35361° пн. ш. 84.58389° зх. д. (36.353659, -84.583877).  За даними Бюро перепису населення США в 2010 році переписна місцевість мала площу 4,52 км², уся площа — суходіл.

## Демографія
Згідно з переписом 2010 року, у переписній місцевості мешкало 287 осіб у 115 домогосподарствах у складі 74 родин. Густота населення становила 63 особи/км².  Було 143 помешкання (32/км²).
Расовий склад населення:
| - 99,7 % — білих |

До двох чи більше рас належало 0,3 %. Частка іспаномовних становила 0,7 % від усіх жителів.
За віковим діапазоном населення розподілялося таким чином: 20,2 % — особи молодші 18 років, 60,3 % — особи у віці 18—64 років, 19,5 % — особи у віці 65 років та старші. Медіана віку мешканця становила 39,4 року. На 100 осіб жіночої статі у переписній місцевості припадало 109,5 чоловіків;  на 100 жінок у віці від 18 років та старших — 102,7 чоловіків також старших 18 років.
Середній дохід на одне домашнє господарство  становив 41 300 доларів США (медіана — 35 700), а середній дохід на одну сім'ю — 46 908 доларів (медіана — 35 900). За межею бідності перебувало 30,6 % осіб, у тому числі 41,7 % дітей у віці до 18 років та 0,0 % осіб у віці 65 років та старших.
Цивільне працевлаштоване населення становило 75 осіб. Основні галузі зайнятості: транспорт — 49,3 %, сільське господарство, лісництво, риболовля — 24,0 %, науковці, спеціалісти, менеджери — 12,0 %, освіта, охорона здоров'я та соціальна допомога — 8,0 %.